# Han Shundi
Han Shundi, född 115, död 144 e.Kr, var en kinesisk monark. Han var kejsare av Handynastin 125 - 144 e.Kr.